# 57金錢爆
《57金錢爆》是東森財經新聞台的一個財經新聞節目，於每週一至週五19:00至20:00播出，2009年5月開播至2019年8月16日，2014年3月曾短暫停播，同年12月恢復播出。2019年8月19日起，成為《57爆新聞》的單元之一，於20:00-20:30播出，於2020年2月4日播出最後一集。藉由東森在臺灣電視新聞圈的影響力，在全球有廣大收視群。

## 歷史
節目曾於2014年3月間停播，2014年12月復播。2017年12月29日，楊世光因個人生涯規劃離職，由曾煥文接替主持棒。
2019年5月27日，因應《這！不是新聞》開播，節目提早至晚間七點播出。8月19日，《57爆新聞》恢復播出，節目成為其單元之一，播出時間為週一至週五20:00-20:30，並改由徐俊相主持。9月11日為最後一次常態播出，9月16日起大多僅在每週二播出，偶爾一週會播出2次，2020年2月4日播出最後一集。其官方YouTube頻道亦有更新影片，但實際電視播出節目已無「57金錢爆」字樣，YouTube上大多是將《57爆新聞》晚間8點至8點半的片段直接覆蓋上「57金錢爆」的圖案後上傳。

## 主持人
- 第1代：劉寶傑（2009年5月開播－2009年12月）
- 第2代：楊世光（2010年1月－2017年12月29日）
- 第3代：曾煥文（2018年1月2日－2018年5月25日）
- 第4代：曾煥文、陳明樂（2018年5月28日－2018年7月27日）
- 第5代：曾煥文（2018年7月30日－2019年8月16日）
- 第6代：徐俊相（2019年8月19日－2020年2月4日）

## 媒體記者們對此節目的感受
- 2011年4月28日，《中國時報》[5]。
- 2011年7月6日，《中央社》記者唐佩君[6]。

## 外部連結
- 57金錢爆的Facebook專頁（繁體中文）

| 東森財經新聞台 星期一至星期五 20:00 - 21:00 | 東森財經新聞台 星期一至星期五 20:00 - 21:00 | 東森財經新聞台 星期一至星期五 20:00 - 21:00 |
| ------------------------------------------- | ------------------------------------------- | ------------------------------------------- |
|                                             | 57金錢爆 （2009年5月－2014年3月）           |                                             |
| —                                           | —                                           |                                             |
| 星期一至星期五 21:00 - 22:00                |                                             |                                             |
| 57健康同學會                                | 57金錢爆 （2014年12月－2019年5月24日）      | 這！不是新聞 （2019年5月26日－）            |
| 星期一至星期五 19:00 - 20:00                |                                             |                                             |
| 東森財經晚報 （2019年5月－2019年5月24日）   | 57金錢爆 （2019年5月27日－2019年8月16日）   | 57爆新聞 （2019年8月19日-）                 |
| 星期一至星期五 20:00 - 20:30                |                                             |                                             |
| 2000 東森財經晚報 （未知－2019年8月16日）   | 57金錢爆 （2019年8月19日－2019年9月11日）   | 57爆新聞 （2019年9月12日-2020年10月30日）   |
| 星期二 20:00 - 20:30                        |                                             |                                             |
| —                                           | 57金錢爆 （2019年9月16日－2020年2月4日）    | —                                           |